# Korona Ottona III

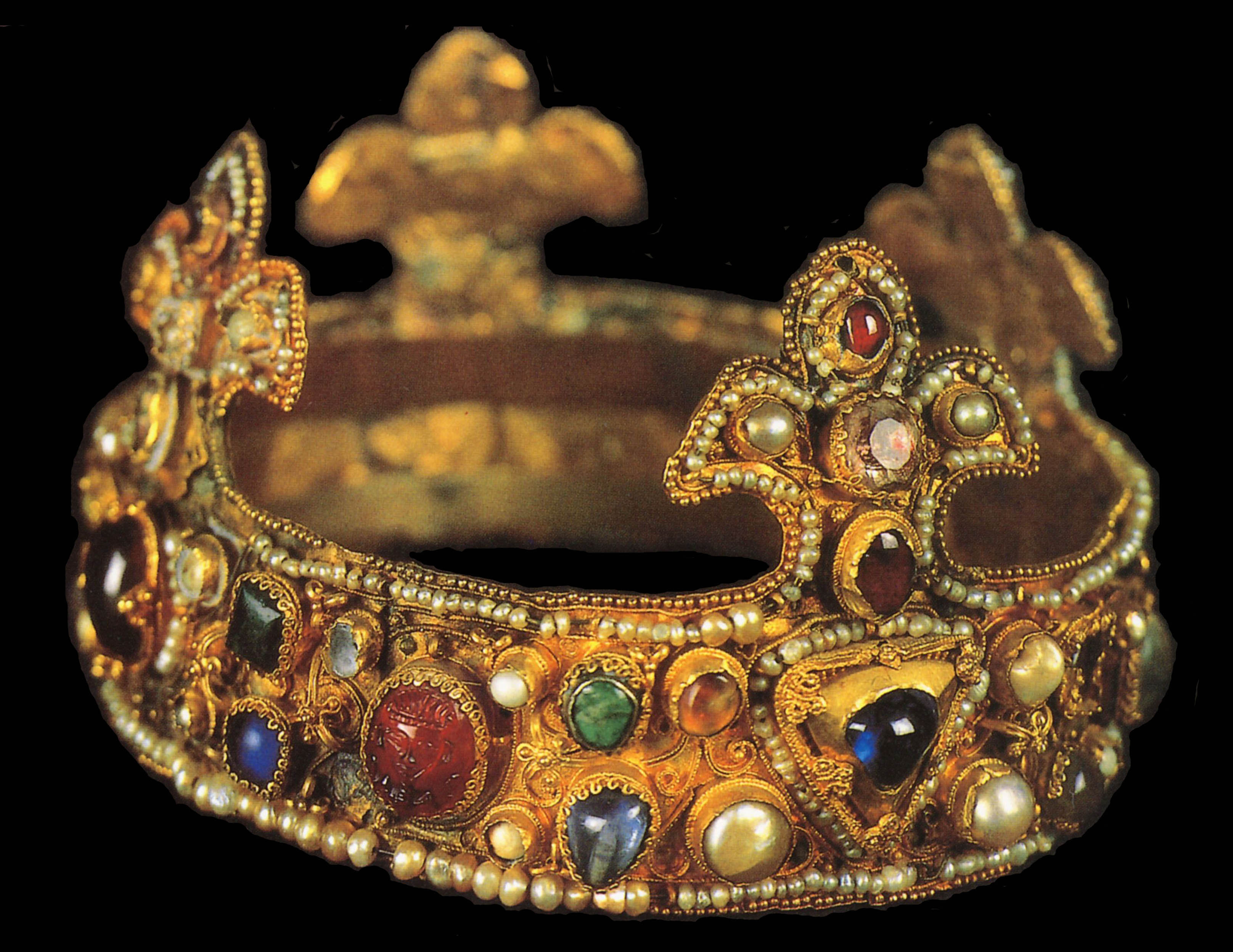
Dziecięca korona Ottona III

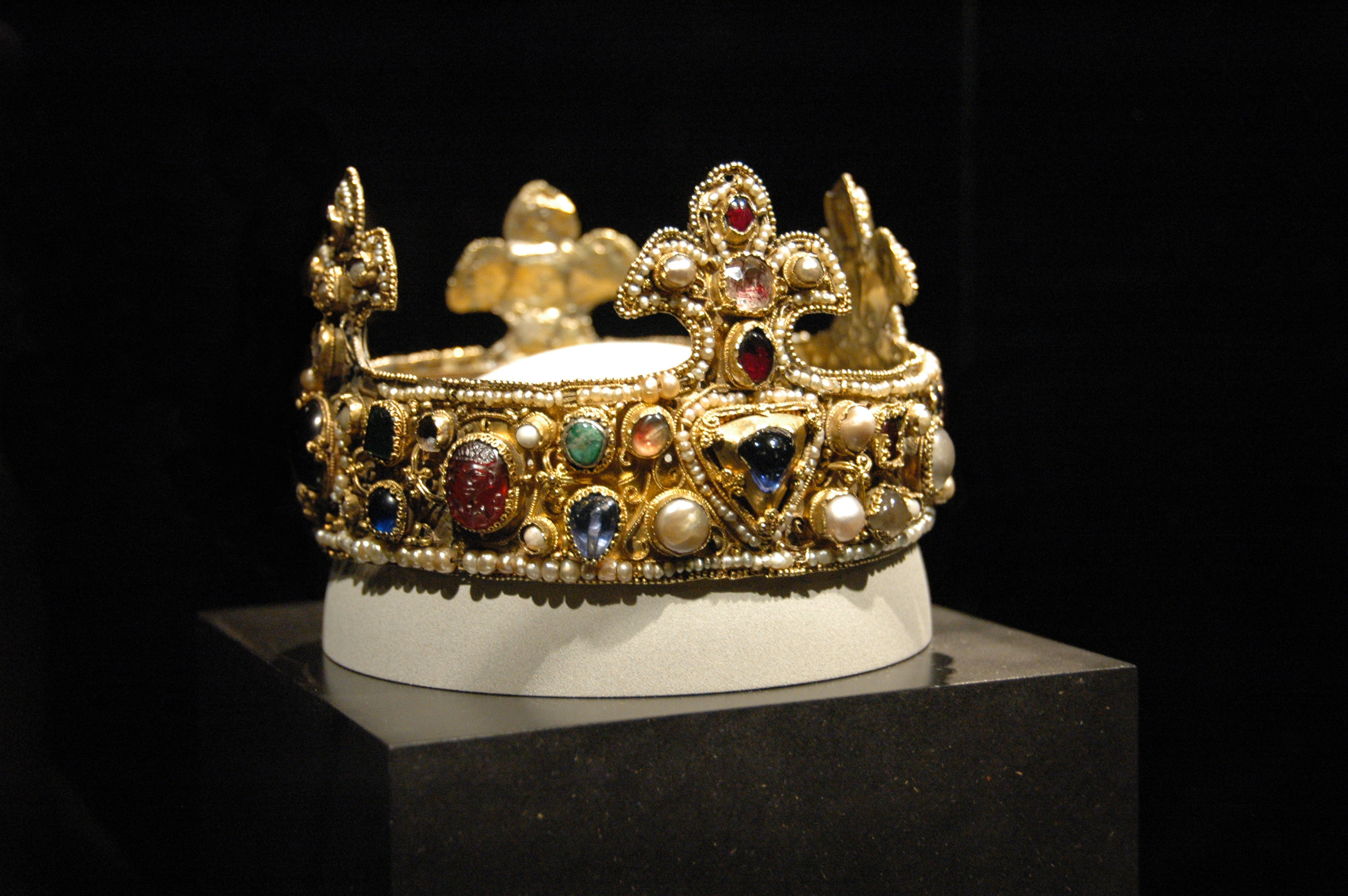
Korona podczas wystawy w Ruhrmuseum w Essen

Korona Ottona III – niewielka złota, dziecięca korona łączona z cesarzem Ottonem III koronowanym na króla Niemiec w 983 roku, a następnie na cesarza rzymskiego w 996 roku. Należy do najstarszych koron w formie stylizowanej lilii, stanowi cenny przykład sztuki ottońskiej. Przechowywana jest w skarbcu katedralnym w Essen (Nadrenia Północna-Westfalia, Niemcy).

## Opis i symbolika
Jest to korona otwarta (nie ma kabłąków zwieńczonych krzyżem) wykonana jest ze stopu srebra i złota. Jej średnica wynosi 12,5 cm. Składa się z czterech segmentów, każdy z nich wieńczy trójliść w formie stylizowanej lilii heraldycznej. Zewnętrzna powierzchnia jest pokryta filigranem i bogato kameryzowana, dolną i górną krawędź korony opasają sznury drobnych pereł. Większość drogich kamieni jest oszlifowana i osadzona na kaboszonach, niektóre z nich pokrywa na zewnątrz filigran. Wśród klejnotów wyróżnia się pochodząca z czasów rzymskich gemma wykonana z almandynu. Na jej powierzchni widoczny jest stylizowany relief przedstawiający głowę Meduzy.
Koronacja Ottona III miała miejsce w 983 roku w kaplicy pałacowej w Akwizgranie. Władca miał zaledwie trzy lata kiedy otrzymał tę godność. Następnie insygnium przekazano do żeńskiego opactwa w Essen, którego mniszki utrzymywały silne relacje z Ludolfingami. Opatka Matylda była wnuczką Ottona I Wielkiego. Sam Otton III w Święto Ofiarowania Pańskiego w 993 roku odwiedził opactwo. Pomimo braku źródeł prawdopodobne jest, iż sam cesarz Otton III był darczyńcą korony. Ponadto zgodnie już ze źródłami przekazał opactwu zachowany do dziś miecz ceremonialny wykonany ze stali damasceńskiej.
Funkcja tego insygnium nie tylko wiązana jest z polityczną koronacją młodego króla Ottona III, lecz także wykorzystywana jest od średniowiecza do celów kultowych. W święto Matki Bożej Gromnicznej (2 lutego) ma miejsce uroczysta ceremonia koronacji figury Złotej Madonny, która de facto również znajduje się w opactwie w Essen.

## Herb Essen

Herb miasta Essen

Przypuszczalnie insygnium zostało wykorzystane w herbie miasta Essen, składającym się z dwóch tarcz w ukłonie heraldycznym. Prawa (heraldycznie) tarcza przedstawia na złotym tle czarnego, dwugłowego orła cesarskiego o czerwonych szponach i dziobie, z koroną. W lewej tarczy na błękitnym tle znajduje się złoty miecz w układzie z lewa w skos. Obie tarcze w górnej części się stykają, a wieńczy je klejnot – otwarta korona zwieńczona heraldycznymi liliami.